# Liste der Monuments historiques in Alfortville
Die Liste der Monuments historiques in Alfortville führt die Monuments historiques in der französischen Stadt Alfortville auf.

## Liste der Bauwerke
| Bezeichnung       | Beschreibung                | Standort                               | Kennzeichnung | Schutzstatus | Datum | Bild           |
| ----------------- | --------------------------- | -------------------------------------- | ------------- | ------------ | ----- | -------------- |
| Cokerie Paris-Sud | Erbaut in den 1950er Jahren | Rue du Capitaine-Alfred-Dreyfus (Lage) | PA94000023    | Inscrit      | 2011  | weitere Bilder |

## Liste der Objekte
| Bezeichnung                | Beschreibung                                         | Standort                        | Kennzeichnung | Schutzstatus | Datum | Bild |
| -------------------------- | ---------------------------------------------------- | ------------------------------- | ------------- | ------------ | ----- | ---- |
| Instrumentalteil der Orgel | Eichenholz und Zinn, 1890 von Aristide Cavaillé-Coll | in der Kirche Notre-Dame (Lage) | PM93000481    | Inscrit      | 1978  |      |
| Orgelprospekt              | Eichenholz, 1890 von Aristide Cavaillé-Coll          | in der Kirche Notre-Dame (Lage) | PM93000480    | Inscrit      | 1978  |      |